# Ilario Roatta
Ilario Roatta (Prale di Ormea, 19 aprile 1905 – Vicoforte, 13 dicembre 1991) è stato un vescovo cattolico italiano.

## Biografia
Primogenito di una numerosa famiglia, il 27 marzo 1951 fu eletto vescovo a Norcia.
Il 20 luglio 1955 celebrò il sinodo diocesano.
L'8 marzo 1960 fu nominato vescovo di Sant'Agata dei Goti.
Ritiratosi il 2 gennaio 1982 per raggiunti limiti d'età, esercitò il suo ministero apostolico per due anni nella parrocchia di rito latino a Palazzo Adriano, in Sicilia.
Si spense il 13 dicembre 1991 all'età di 86 anni.

## Genealogia episcopale
La genealogia episcopale è:
- Cardinale Scipione Rebiba
- Cardinale Giulio Antonio Santori
- Cardinale Girolamo Bernerio, O.P.
- Arcivescovo Galeazzo Sanvitale
- Cardinale Ludovico Ludovisi
- Cardinale Luigi Caetani
- Cardinale Ulderico Carpegna
- Cardinale Paluzzo Paluzzi Altieri degli Albertoni
- Papa Benedetto XIII
- Papa Benedetto XIV
- Cardinale Enrico Enriquez
- Arcivescovo Manuel Quintano Bonifaz
- Cardinale Buenaventura Córdoba Espinosa de la Cerda
- Cardinale Giuseppe Maria Doria Pamphilj
- Papa Pio VIII
- Papa Pio IX
- Cardinale Gustav Adolf von Hohenlohe-Schillingsfürst
- Arcivescovo Salvatore Magnasco
- Cardinale Gaetano Alimonda
- Cardinale Agostino Richelmy
- Vescovo Giuseppe Castelli
- Vescovo Sebastiano Briacca
- Vescovo Ilario Roatta